# 佐野稔
佐野 稔（さの みのる、1955年6月3日 - ）は、日本の元フィギュアスケート選手。日本大学鶴ヶ丘高等学校、日本大学卒業。1976年インスブルックオリンピック男子シングル日本代表。1977年世界選手権3位。現在は明治神宮外苑アイススケート場ヘッドコーチ、日本フィギュアインストラクター協会理事長。日本スケート連盟理事(平成24・25年度)。解説者としても活動している。

## 人物
座右の銘は「無我の境地」。実娘の佐野緑もプロスケーターで、ディズニー・オン・アイスの2005年度日本公演に出演している。弁護士の菰田優元日本弁護士連合会事務総長は長年の友人。

## 経歴
1955年、山梨県東八代郡石和町（現在の笛吹市）に生まれる。4歳のときに精進湖で初めてスケート靴を履き、小学校に上がるころからは兄や姉とともに甲府の屋内スケート場に通うようになった。小学1年生のとき、合宿に来ていた日本大学スケート部の練習を父に連れられて見学に行き、部のキャプテンであった都築章一郎に出会う。以来、競技を引退するまで都築に師事した。

### アマチュア時代
中学生のころからは国際大会に派遣されるようになった。1972年から1976年まで全日本選手権男子シングルで5連覇。当時は男子でも跳ぶ選手が少なかった3回転ルッツを武器に、1973年から1977年まで5年連続で世界選手権に出場。1975年の世界選手権では、大会の4日前に足を捻挫（後に検査で亀裂骨折とわかる）しながら10位に入り、インスブルックオリンピックの男子シングル出場枠を2つ確保した。日本大学鶴ヶ丘高等学校在学。
1976年、日本大学在学中の20歳のときに開催された1976年インスブルックオリンピックに出場。男子シングルに出場したが9位となった。
1977年、世界選手権（東京開催）で男子シングル3位となり、日本人初の銅メダルを獲得。『ブダペストの心』で滑ったフリーの評価は1位だった。この大会を最後に競技生活を引退し、プロスケーターに転向する。

### プロ転向後
1978年、日本初のアイスショー「VIVA! ICE　WORLD」（現「プリンスアイスワールド」）を開催。日本にアイスショーの魅力を広めることに情熱を注いだ。アイスショーでは渡部絵美とペアを組んでいた時期もある。また、同時期には、「アイスショーの宣伝」や「ショーマンとしての肥やし」になるという考えから歌手デビュー。テレビドラマやミュージカルにも出演した。
リンクの上で後方宙返りをする事でも有名。この後方宙返りは、アイスショー「目玉」となるインパクトのある技、それもショーの理想として自身が想い描いていた「スポーツ的な迫力」を象徴するような技が欲しいという思いから習得したという。フィギュアスケート解説者としても活躍し、かつてはフジテレビ系『FNNニュースレポート6:00』のスポーツキャスターも務めたことがある。また、JOCのフィギュアスケート強化コーチとして、長年に渡り若手育成に力を注いでいる。

## 主な戦績
| 大会/年        | 1970-71 | 1971-72 | 1972-73 | 1973-74 | 1974-75 | 1975-76 | 1976-77 |
| -------------- | ------- | ------- | ------- | ------- | ------- | ------- | ------- |
| オリンピック   |         |         |         |         |         | 9       |         |
| 世界選手権     |         |         | 14      | 8       | 10      | 7       | 3       |
| 全日本選手権   | 3       | 2       | 1       | 1       | 1       | 1       | 1       |
| スケートカナダ |         |         |         | 3       | 2       |         |         |
| モスクワ国際   |         |         |         |         | 3       |         |         |

## テレビ出演
レギュラー番組
報道・情報番組
| 期間          | 期間          | 番組名                                | 役職               | 担当日         |
| ------------- | ------------- | ------------------------------------- | ------------------ | -------------- |
| 1979年4月1日  | 1980年3月30日 | 独占!!スポーツ情報（日本テレビ）      | 進行司会           | 日曜日         |
| 1980年4月5日  | 1985年3月30日 | FNNニュースレポート5:30（フジテレビ） | スポーツキャスター | 土曜日         |
| 1980年5月12日 | 1980年7月1日  | FNNニュースレポート6:00（フジテレビ） | スポーツキャスター | 月・水曜日     |
| 1980年7月7日  | 1982年3月9日  | FNNニュースレポート6:00（フジテレビ） | スポーツキャスター | 月・火曜日     |
| 1982年3月15日 | 1982年3月26日 | FNNニュースレポート6:00（フジテレビ） | スポーツキャスター | 月・火・金曜日 |
| 1982年4月1日  | 1984年9月28日 | FNNニュースレポート6:00（フジテレビ） | スポーツキャスター | 木・金曜日     |

バラエティ番組・ドラマ
- - 『ハッスル夫婦』司会（1979年、TBSテレビ）
  - ドラマ『ある日突然?!スパゲティ・ママの青春白書』（1980年9月25日 - 12月4日、テレビ朝日） 上杉正之 役
  - ドラマ『池中玄太80キロ 第2シリーズ』 第4話「この眼で見たんだ!」（1981年4月25日、日本テレビ） 本人 役
  - ドラマ『胸さわぐ苺たち』（1983年10月13日 - 1984年1月12日、TBSテレビ、毎週木曜日） フィギュアスケートコーチ 役
    - フィギュアスケートを題材にした連続ドラマ。渡部絵美、ジャネット・リンが本人役でゲスト出演した。

CM
- - MPG「酸素元気」
  - ハウス食品「ジョリエール2」
    - 妻・智恵子と出演。

他多数。

## レコード・著書
- 佐野稔・渡辺しのぶ「君がいるから」/（B面 佐野稔「星空のバラード」）（1978年、東芝EMI　TP-10368）
- 『氷上より愛をこめて　愛・夢・スケーター』 1982年4月、講談社